# Balafon

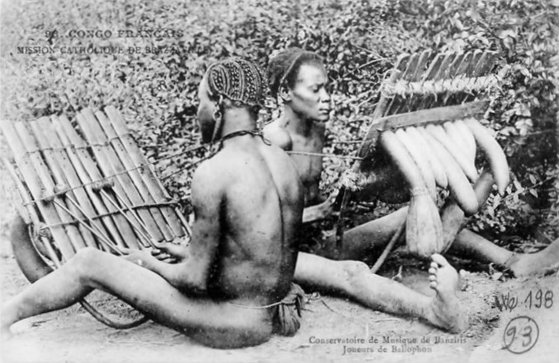
Balafon-játékosok

A balafon nyugat-afrikai xilofon-féle hangszerek elnevezése. A balafon ütőkkel megszólaltatott dallamjátszó idiofon hangszer fából készült hangkeltő testekkel és azokhoz hangolt kivájt lopótök rezonátorokkal.

## A neve
A balafon szó malinke (a mandinkák nyelve) eredetű, a bala jelenti a hangszert, a fó a hangszeren való játékot jelölő ige. A bala jelenti a nagyobb, a balani a kisebb méretű hangszert.

## Leírása
A hangszer működési elve alapjában véve azonos a marimbáéval vagy a vibrafonéval. Egy keretre sorban felszerelt lapos, hosszúkás keményfa hangkeltő testekből áll, amelyek mindegyike alá egy-egy kivájt lopótökből készült, hozzá hangolt üregrezonátor van függesztve. A hangkészlet 7–21 hang közötti, hangsora az adott nép zenekultúrájától függően pentaton vagy diatonikus. Leggyakrabban rugalmas fejjel ellátott verőkkel szólaltatják meg.
A hangkeltő testek két rezgési csomópontjukban lazán, kötözéssel vannak a kerethez rögzítve, a mélyebb hangúak rendszerint hosszabbak, szélesebbek, a magasak rövidebbek, keskenyebbek. Pontos behangolásuk a hátoldaluk faragásával történik, ha a közepénél vékonyítják, a hang mélyül, ha a végeinél, magasabb lesz.
A tökrezonátorok nyílása közvetlenül a hangkeltő testek alá nyúlik, azok alaphangjára vannak behangolva. A mélyebb hangokhoz nagyobb, a magasakhoz kisebb térfogatú tökök tartoznak. Behangolásakor a nyílás nagyobbításával, illetve a hosszúkás tökök megrövidítésével lehet magasabbra állítani a rezonanciájukat. 
A hangkeltő testekben megütéskor hajlítási hullámok keletkeznek. Önmagukban, rezonátor nélkül megszólaltatva száraz, éles koccanást, majd halk, a fa belső súrlódása miatt gyorsan elhaló búgást hallatnak. Az üregrezonátorokkal ezt a búgó hangot lehet a térbe jobban kisugározni, hangosabbá tenni. Az így létrejött hang viszont felhangokban nagyon szegény, ezért egy különleges akusztikai magoldást alkalmaznak a hangzás színesebbé tételére. Minden tökrezonátoron van legalább egy kis átmérőjű nyílás, amit egy vékony hártyával, hagyományosan egy pókféle tojásának a burkából készült anyaggal fednek be. Ennek a hártyának a zizegése a kazoo-hoz, vagy a fésűhöz szorított selyempapírhoz hasonlóan dúsítja a hangot, ami néha akár a torzítós elektromos gitárhoz hasonló hangzást is eredményezhet. Az ilyen és hasonló zizegtető eszközök neve mirliton.